# William Frederic Ritschel

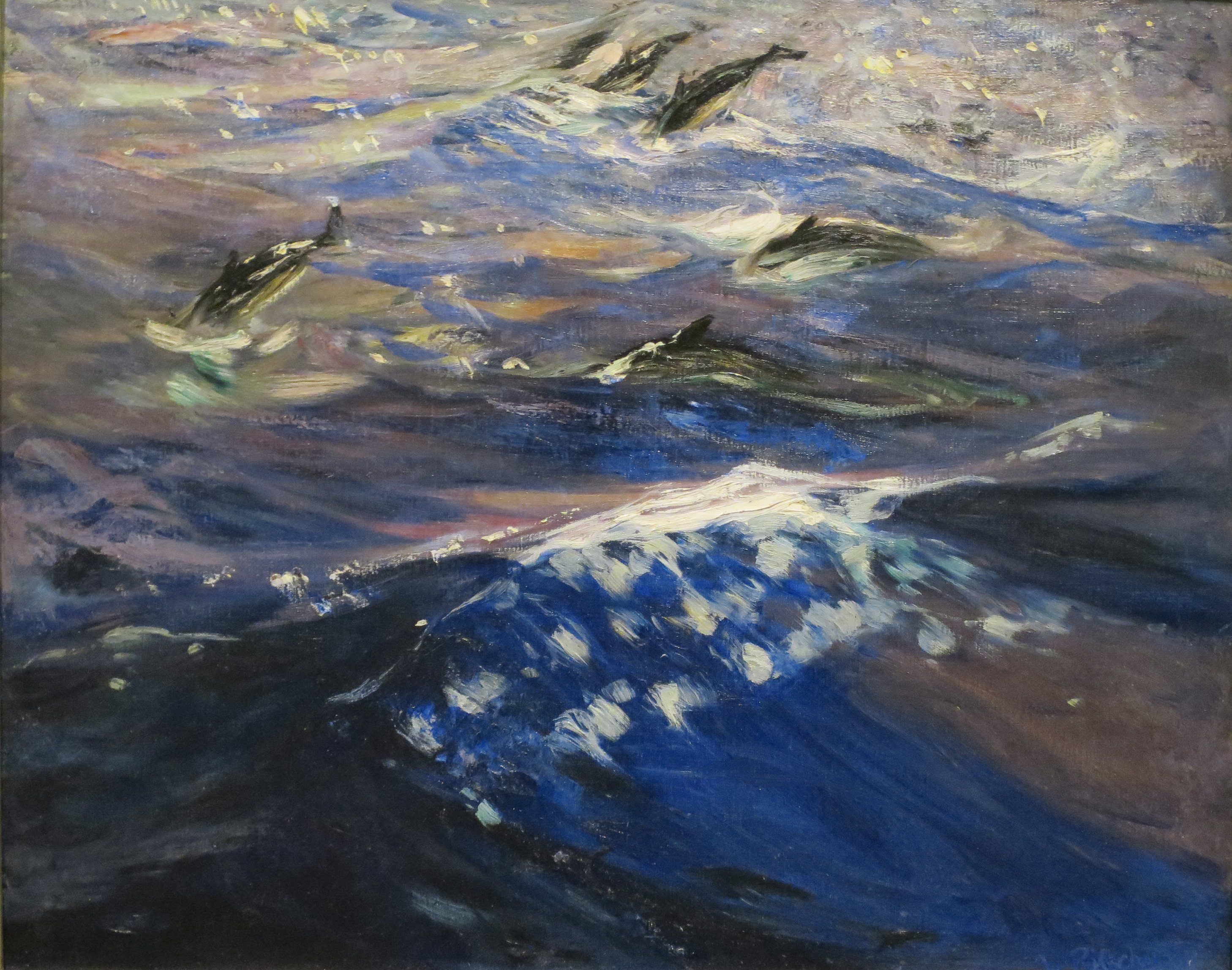
The Sea (Dolphins), ca. 1928. Honolulu Museum of Art

William (Wilhelm) Frederic Ritschel (* 11. Juli 1864 in Nürnberg, Königreich Bayern; † 11. März 1949 in den Carmel Highlands, Kalifornien) war ein deutsch-amerikanischer Maler des Impressionismus, der vor allem für seine Meereslandschaften und Darstellungen der kalifornischen Küste bekannt ist.

## Leben
Wilhelm Ritschel wurde 1864 in Nürnberg geboren. Er studierte an der Akademie der Bildenden Künste in München bei Karl Raupp und Wilhelm von Kaulbach. Seine frühen Jahre verbrachte er als Seemann, was zweifellos sein Interesse an der Marinemalerei beeinflusste. Bevor er sich in den Vereinigten Staaten niederließ, arbeitete Ritschel in Katwijk aan Zee einem kleinen Fischerdorf an der holländischen Nordseeküste, und in den Fjorden Norwegens. In Europa heiratete er 1892 Gabriele von Hornstein. In New York malte William Ritschel ab 1895 in seinem Atelier im Holbein Building Seestücke und Landschaften. Während des Spanisch-Amerikanischen Krieges wurde er von Collier’s Weekly nach Havanna geschickt, um eine Reihe von Illustrationen anzufertigen. Um die Jahrhundertwende arbeitete William Ritschel an verschiedenen Küstenorten, darunter Provincetown, Monhegan Island, Nova Scotia und Neufundland. Im Jahr 1900 heiratete William Ritschel Zora Hollingsworth.
Nach seiner Rückkehr nach New York bereiste Ritschel den amerikanischen Südwesten, besuchte den Grand Canyon und hielt sich an der kalifornischen Küste auf. 1919 ließ er sich in Carmel, Kalifornien, nieder und begründete seinen Ruf als Maler der Felsenküste. 1919 begann er mit dem Bau seines Steinhauses in den Carmel Highlands, das unter dem Namen Adlernest bekannt wurde. Anfang der 1920er Jahre reiste er zweimal nach Tahiti und 1925 unternahm er eine einjährige Weltreise. Im Jahr 1930 heiratete er die Bildhauerin Nora Havel. William Ritschel starb am 11. März 1949 in seinem Atelierhaus in den Carmel Highlands, Kalifornien.

## Werk

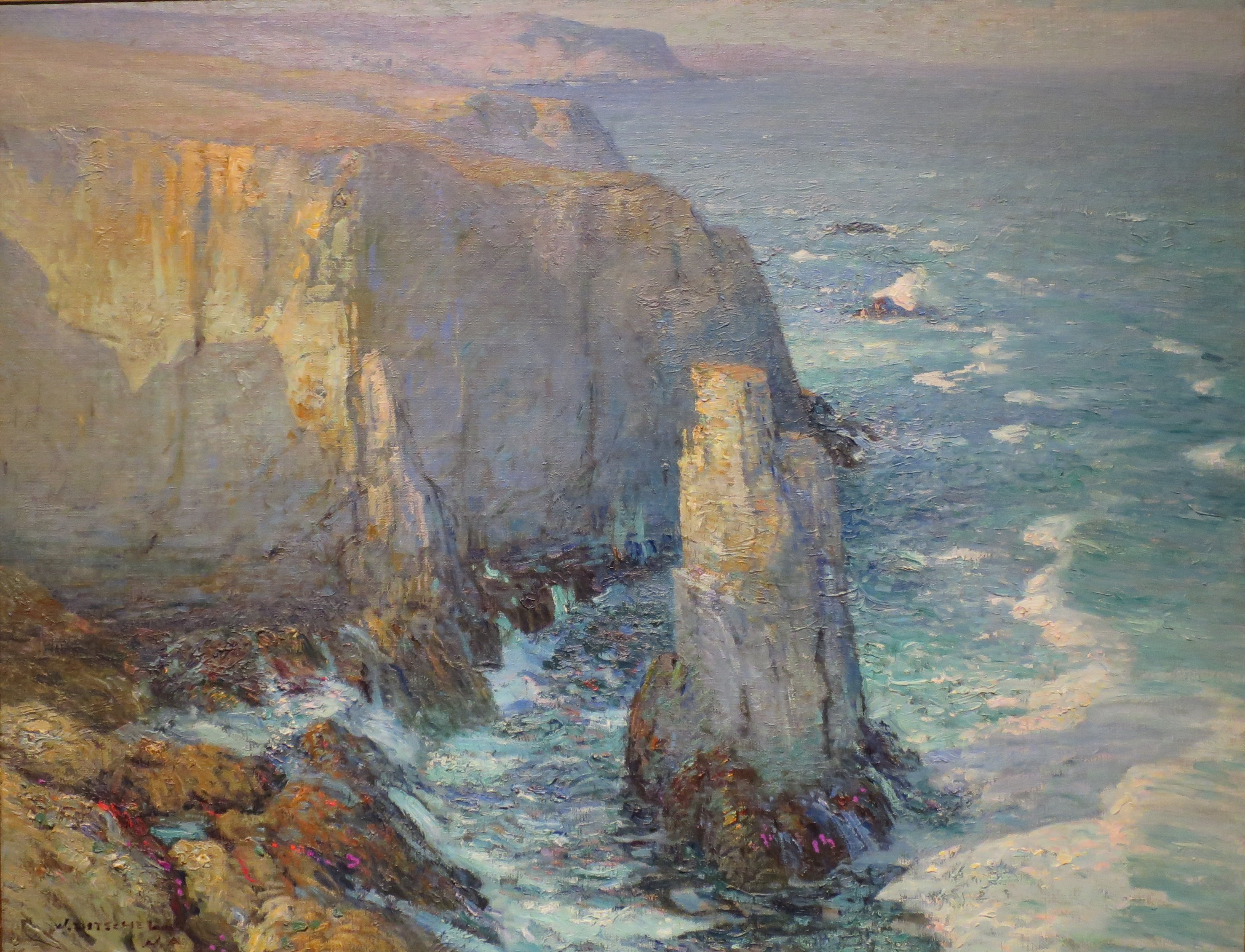
Monterey Coast, nach 1911. Dayton Art Institute

William Ritschel war bekannt für seine impressionistischen Darstellungen von Meereslandschaften, insbesondere der kalifornischen Küste. Er trug maßgeblich dazu bei, die kalifornische Küstenlandschaft als künstlerisches Motiv in der amerikanischen Kunst zu etablieren. Seine Bilder sind in den Sammlungen renommierter Museen vertreten, darunter das Smithsonian American Art Museum, das Monterey Museum of Art und das Art Institute of Chicago.